# Ágoston István (történész)
Ágoston István (Hejőcsaba, 1931. augusztus 4. – Budapest, 2017. június 9.) egyháztörténész, református lelkész, honismereti kutató.

## Pályája
Szülei Ágoston János és Elek Éva. 1959-től felesége Gedeon Aranka védőnő. Gyermekei Éva (1961) és István (1963).
A lelkészdiploma megszerzése után segédlelkész Miskolc-Hejőcsabán, utána Alsózsolcán, Átányban. Megválasztott lelkész 1959-től Hejőbábán, 1971-től Ónodon, 1986-tól Miskolcon.
A Borsodi Református Egyházmegye jegyzője (1980–1996), tanácsbírája (1983–1988), sajtóelőadója (1988–1989).
A Tiszáninneni Református Egyházkerület Ökumenikus előadója (1991–1996). Számvevőszéki elnök. 1979-ben részt vesz az Ónod-Muhi Lorántffy Zsuzsanna Honismereti Munkaközösség megszervezésében. Ennek egyesületté válása után elnöke, 2007-ig.
Kezdeményezte az ónodi vár feltárását és restaurálását, tájház létesítését, a muhi csata 750. évfordulójára emlékmű felállítását, 2000-ben Lorántffy Zsuzsanna egész alakos szobrának Ónodon történő felállítását, Kazinczyné Török Sophie szülőhelyén emléktábla avatását, Werner Gyula regényíró, országgyűlési képviselőnek emléktábla létesítését.
Az utóbbi, több mint negyed század alatt Borsod megyei és országos - főleg honismereti és egyházi jellegű periodikákban - mintegy 120 cikke, tanulmánya jelent meg, ezen kívül kilenc önálló kötete is napvilágot látott.

## Tanulmányai
- Református Lévay József Gimnázium, (Miskolc 1941–1949)
- Református Theológiai Akadémia, (Sárospatak 1959–1951)
- Református Theológiai Akadémia, (Debrecen 1951–1954)
- Doktori fokozat, (Debrecen 1994. június 23.)

## Kitüntetései
- Ortutay emlékérem (1985, 1987)
- Ónodi Várért emlékérem (1988)
- A honismereti mozgalomban végzett kiemelkedő munkájáért emlékérem (2000)
- Ónod Község Díszpolgára.

## Művei
- Ónod és Muhi Irodalmi hagyományai. Ónod, 1988
- Károlyi Gáspár és a vizsolyi Biblia, Új kilátó, 1990
- Muhi csata 1241, Zrínyi kiadó, Bp., 1991
- Magyarországi puritanizmus gyökerei, Kálvin kiadó, Bp. 1997.
- Rákóczi néphagyományok Ónodon. Ónod, 1998
- Az ónodi országgyűlés II. Rákóczi Ferenc Emlékirataiban. Honismeret. 26. 1998. 2. 66-70.
- Ónod és Miskolc kapcsolata az 1848/49 szabadságharcban, Miskolc, 2000
- A Biblia hitünk és életünk zsinórmértéke. Kairosz, Bp., 2005
- Változó korok prófétája. Szendrey Emlékkönyv 2008. Asperján Nyomda, Zalaszentgrót
- Honunktól hazánkig. Az ónodi honismereti mozgalom 30 évéről, 1977-2007. Esettanulmányok; Dominium, Miskolc–Ónod, 2011
- Istentelen állam, harcoló egyház, Tiszáninnen; Kairosz, Bp., 2012